# ベルムード3世
ベルムード3世 （Bermudo III de León、1017年 - 1037年9月4日）は、ペレス朝最後のレオン王（在位：1028年 - 1037年）。

## 生涯
アルフォンソ5世と王妃エルビラの子として生まれた。1028年、父の死によりわずか11歳で即位した。彼の治世の間、ナバラ王国はサンチョ3世（大王）のもと最盛期を迎えており、ベルムード3世はナバラ王女ヒメナを妃に迎えている。
王国の未来を暗示する事件が首都で起こった。1028年、カスティーリャ伯ガルシア・サンチェスは、ベルムード3世の妹サンチャと結婚するため首都レオンへ向かった。ガルシア・サンチェスはそこで、ガルシア・サンチェスの父に与えられた侮辱を晴らすという報復から、ベラ家の者に暗殺された。カスティーリャ伯が子孫を残さぬまま死んだため、ガルシア・サンチェスの姉ムニアを妃としている自らの権利を行使しようとナバラ王サンチョ3世がカスティーリャへ侵攻し、セア川とピスエルガ川の間の土地を占領した。同時に彼はベラ家を始末した。最終的に、新たなカスティーリャ伯にはサンチョ3世の子フェルナンドが選ばれた。
ベルムード3世は1032年に成年に達すると、ナバラ王によって奪われたレオンの領土を回復しようとしたが失敗した。彼は妹サンチャとフェルナンドの結婚で領土回復を狙ったが、成功しなかった。しかし反対に、サンチョ3世はアストルガとレオンを占領し、ベルムード3世に残るのはガリシア王国の領土のみとなった。アストルガとレオンは、サンチョ3世が死ぬまでレオンの領土として回復することはなかった。
続いて、セア川とピスエルガ川の間の土地を再征服しようと奮闘したあと、ティエラ・デ・カンポスを占領しようとして起きたタマロンの戦いで、ベルムード3世は戦死した。王位はベルムードの妹サンチャが継承し、彼女の夫であるフェルナンドに対してその権利が渡り、フェルナンド1世として即位した。
ベルムード3世の埋葬地については、レオンのサン・イシドロ教会の王室霊廟と、ナヘラのサンタ・マリーア王立修道院の2箇所に存在するため、議論がされている。

## 子女
1035年にナバラ王サンチョ3世の娘ヒメナと結婚し、1子アルフォンソをもうけたが幼くして亡くした。